# Svensk-polska unionen

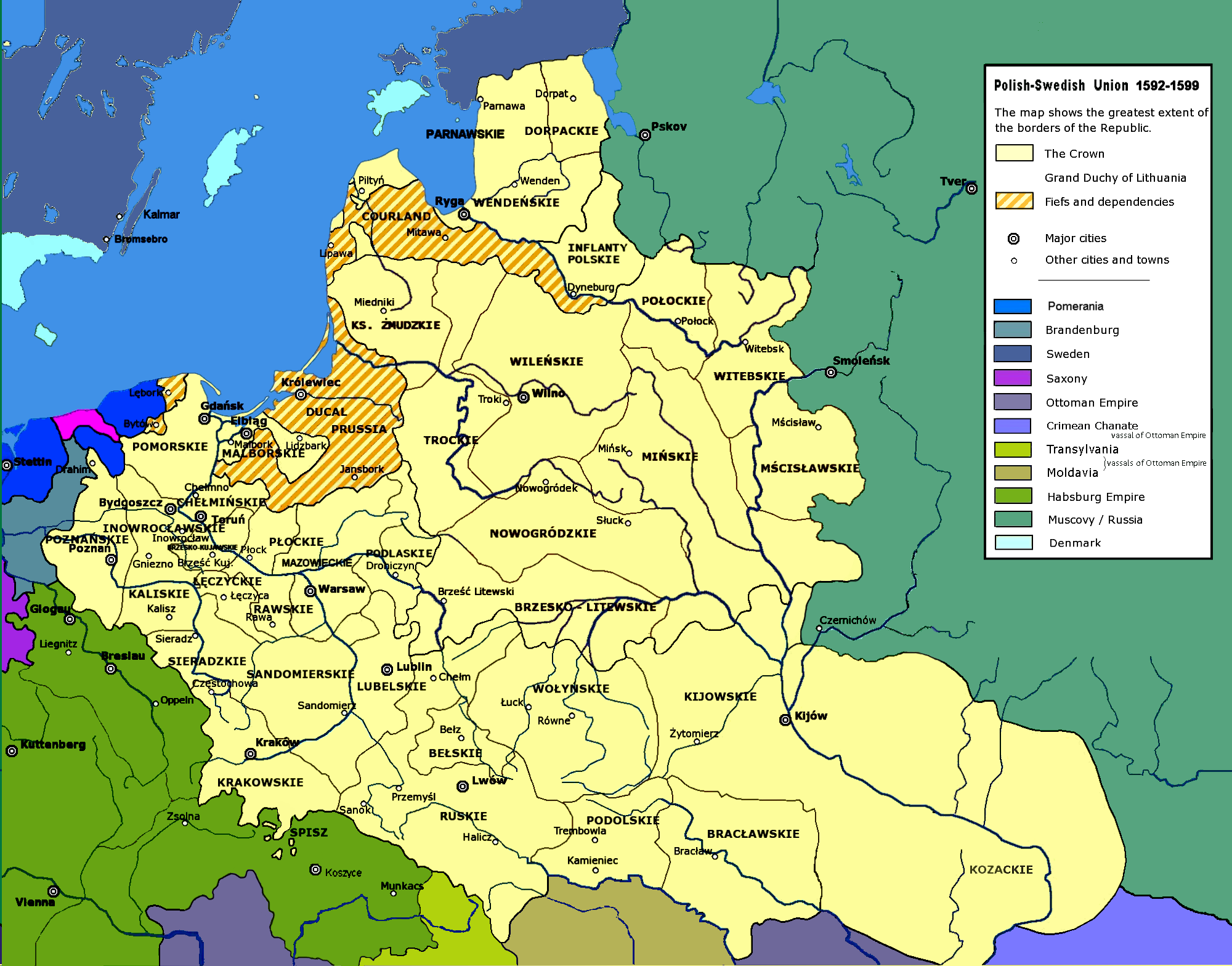
Den polsk-litauiska delen av Svensk-polska unionen.

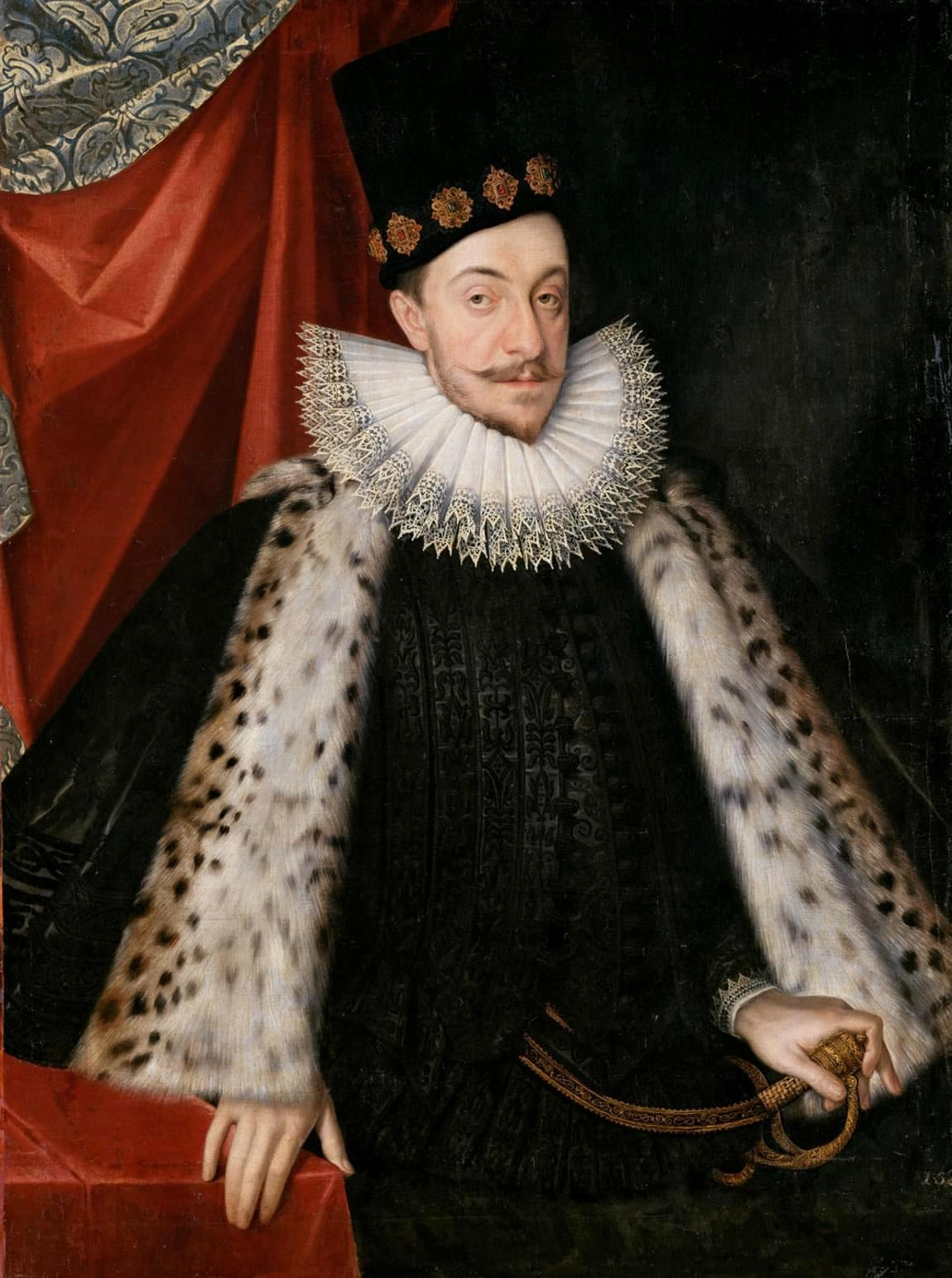
Sigismund, kung av Sverige 1592-1599 av Polen-Litauen 1587-1632.

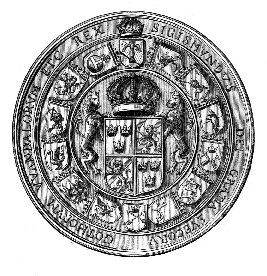
Sigismunds sigill.

Svensk-polska unionen var en union mellan Sverige och Polen-Litauen från 1592 till 1599 genom en personalunion mellan de bägge rikena med Sigismund som kung. Den upplöstes som ett resultat av hertig Karls avsättningskrig mot Sigismund.

## Historik
Efter att svenske kung Johan III dött 1592, ärvde hans äldste son Sigismund tronen efter att redan tidigare ärvt den polska.

### Reformationen
Sigismund, som var romersk-katolik, stöttade katolicismen i Sverige, vilket ledde till att reformationen och den av hans farfar Gustav Vasa inledda antikatolicismen i Sverige avstannade under hans regeringsår.[källa behövs] På grund av detta och andra anledningar, startade hans farbror riksföreståndare hertig Karl uppror med mål att bryta unionen, inklusive slutföra reformationen i landet.[källa behövs]

### Avsättningskriget mot Sigismund
Inledningsvis mötte hertig Karl motstånd, men segrade till slut i avsättningskriget mot Sigismund i och med slaget vid Stångebro (1598) i Östergötland, varmed Sigismund drog sig tillbaka till Polen-Litauen och tidigare kungatrogna i Sverige under konflikten straffades hårt, bland annat genom Linköpings blodbad.